# Puffin cendré
Calonectris borealis
Cette espèce ne doit pas être confondue avec un autre taxon, Calonectris diomedea qui portait aussi le nom normalisé de Puffin cendré mais qui a depuis été divisé en trois espèces.
Espèce
Statut de conservation UICN

 LC  : Préoccupation mineure
Le Puffin cendré (Calonectris borealis) est une espèce d'oiseaux de la famille des Procellariidae.
Cette espèce et le Puffin du Cap-Vert (Calonectris edwardsii) étaient autrefois considérées comme des sous-espèces de Calonectris diomedea et l'espèce qu'elles formaient toutes les trois était aussi connue sous le nom normalisé de Puffin cendré.
D'après le Congrès ornithologique international, c'est une espèce monotypique.

## Répartition

Carte de répartition

Présente avec trois sous-espèces dans divers îlots et îles de la Méditerranée et de l'Ouest de l'Atlantique, cette espèce est une grande migratrice. Les populations méditerranéennes vont hiverner le long des côtes atlantiques de l'Afrique en passant par le détroit de Gibraltar. La population nidificatrice méditerranéenne est estimée à environ 100 000 couples répartis en 50 à 60 colonies plus ou moins peuplées. Le puffin cendré se rencontre au large des côtes françaises en été, jusqu'au golfe de Gascogne.

## Habitat
Cet oiseau pélagique s'approche des zones côtières rocheuses pour se reproduire. Les colonies se forment surtout au large, dans des îlots rocheux et le long des côtes escarpées riches en fissures, anfractuosités et grottes.

## Reproduction

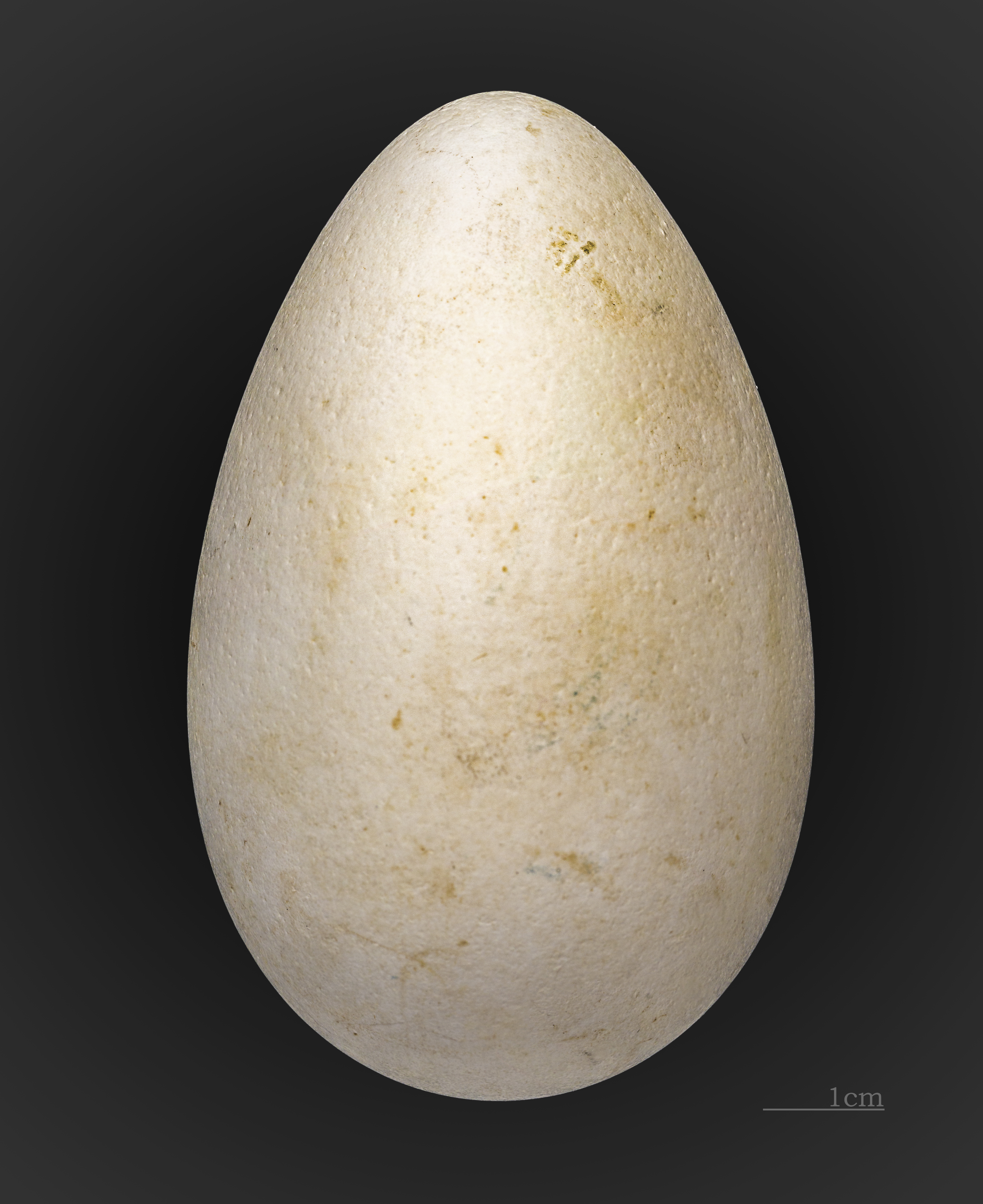
L'œuf de Puffin cendré
(coll.MHNT)

Cet oiseau aux habitudes nocturnes fréquente les sites de reproduction spécialement les nuits sans lune. Monogame, il pond un œuf blanc unique dans une anfractuosité de rocher, parmi les pierres ou plus rarement dans une vaste grotte. Il forme en général des colonies très peuplées occupées, année après année, par les mêmes sujets. La ponte a lieu la deuxième quinzaine de mai et l'incubation dure environ 53 jours. Le petit reste dans le nid 3 mois environ, ses parents l'abandonnant peu de temps avant son envol de manière qu'il perde du poids et parvienne à quitter le nid.